# Mocha (canton)
Pour les articles homonymes, voir Mocha.
Mocha est un canton d'Équateur situé dans la province de Tungurahua.